# 大伴大沼田
大伴 大沼田（おおとも の おおぬた、生没年不詳）は、飛鳥時代の貴族。姓は宿禰。位階は従五位下・西海道巡察使。

## 経歴
文武朝の大宝3年（703年）西海道巡察使に任ぜられる（この時の位階は正七位上）。慶雲2年（705年）正七位上から五階昇進し、佐伯男・紀男人・県犬養筑紫らとともに従五位下に叙爵している。

## 官歴
『続日本紀』による。
- 時期不詳：正七位上
- 大宝3年（703年） 正月2日：西海道巡察使
- 慶雲2年（705年） 12月27日：従五位下（越階）